# Sitting Targets
 (mars 2024).
Albums de Peter Hammill
A Black Box
(1980) Enter K
(1982)
Sitting Targets est le dixième album de Peter Hammill, sorti en 1981.

## Liste des titres
1. Breakthrough
2. My Experience
3. Ophelia
4. Empress's Clothes
5. Glue
6. Hesitation
7. Sitting Targets
8. Stranger Still
9. Sign
10. What I Did
11. Central Hotel